# Zamorze
Zamorze – wieś w Polsce, położona w województwie wielkopolskim, w powiecie szamotulskim, w gminie Pniewy.
| SIMC    | Nazwa      | Rodzaj |
| ------- | ---------- | ------ |
| 1066685 | Berdychowo | osada  |

W latach 1975–1998 wieś administracyjnie należała do województwa poznańskiego.
Wieś szlachecka położona była w 1580 roku w powiecie poznańskim województwa poznańskiego. 